# Lament (Album)
Lament (deutsch Klagelied) ist das siebte Studioalbum der britischen Band Ultravox. Es erschien am 19. April 1984 bei Chrysalis Records und wird dem Genre New Wave zugerechnet. Es markiert zugleich die letzte Zusammenarbeit der vier Bandmitglieder für einen Zeitraum von 25 Jahren. Der Schlagzeuger Warren Cann wurde vor der Aufnahme des Nachfolgealbums U-Vox durch Mark Brzezicki ersetzt. Erst 2009 fand sich die ursprüngliche Besetzung für die Comeback-Tournee Return to Eden zusammen und produzierte später das Studioalbum Brilliant.

## Entstehungsgeschichte
Nach der Kooperation mit dem britischen Erfolgsproduzenten George Martin für das Vorgängeralbum Quartet entschied sich die Band, Lament in Eigenregie zu produzieren. Das Album wurde in Midge Ures Musicfest Studio im Londoner Stadtteil Chiswick aufgenommen und anschließend in den Mayfair Studios abgemischt. Durch die Nutzung eines eigenen privaten Tonstudios hatten die Musiker mehr Freiräume bei der kompositorischen Arbeit. Chris Cross und Ure reisten zudem per Wohnwagen auf die schottische Insel Lewis and Harris in den Äußeren Hebriden, um sich unter anderem Inspiration für die Texte zu holen.

## Covergestaltung

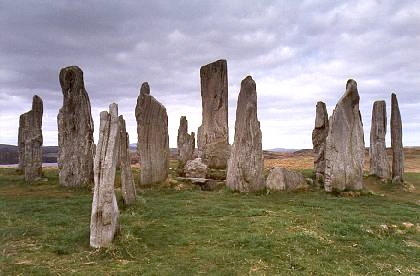
Die Callanish Stones sind sowohl auf dem Album-Cover als auch im Musikvideo zur Single One Small Day zu sehen.

Wie bei Quartet übernahm Peter Saville das künstlerische Design. Anfangs bestanden Ure und Cross auf einer komplett schwarzen Hülle, wie sie die Rockband Spinal Tap für ihr Album This Is Spinal Tap wenige Monate danach publizierte, wurden jedoch von ihrem Manager Chris Morrison umgestimmt. Der finale Entwurf beinhaltete einen mattschwarzen Untergrund mit kleinen regelmäßig angeordneten schwarzglänzenden Quadraten, die erst bei entsprechendem Lichteinfall sichtbar wurden. In der rechten oberen Ecke befand sich der Schriftzug Lament und darunter ein Foto des Steinkreises von Callanish. Die Musiker hatten die auf die Megalithkultur zurückgehende Steinformation bei ihrer Reise auf die nördliche Inselregion Lewis besichtigt. Wegen der hohen Stückkosten von über einem Britischen Pfund ließ die Band zunächst nur eine vergleichsweise geringe Auflage von 10.000 Exemplaren anfertigen. Nachdem diese aufgrund der Charterfolge schnell ausverkauft waren, wurde eine kostengünstigere Nachfolgeserie in weniger anspruchsvoller Ausführung hergestellt.

## Instrumentierung
Die im Jahr 1983 vorgestellte MIDI-Technologie kam erstmals bei der Produktion eines Ultravox-Albums zum Einsatz. Die Band ersetzte einige der zuvor verwendeten Instrumente durch solche mit MIDI-Schnittstelle. Digitale Synthesizer wurden mit Gesangs-Samples programmiert, die auf dem Titelstück Lament (Palm PPG Wave 2.2) und bei White China (Yamaha GS-1) zu hören sind. In Heart of the Country ist darüber hinaus ein Streichquartett vertreten. Das Solo in der Mitte des Liedes spielte Billy Currie auf einer Violectra des US-amerikanischen Herstellers Barcus-Berry. Erstmals wurde bei allen Songs das Schlagzeug durch Drumcomputer ersetzt.
Mae McKenna, die Schwester des Schlagzeugers Ted McKenna (Rory Gallagher, Michael Schenker Group), steuerte für Man of Two Worlds Hintergrundgesang in Gälischer Sprache bei. Debi Doss, zuvor Sängerin bei The Buggles in Video Killed the Radio Star, war neben Shirley Roden eine der beiden Nebenstimmen in A Friend I Call Desire.

## Titelliste
1. White China – 3:53
2. One Small Day – 4:33
3. Dancing with Tears in My Eyes – 4:40
4. Lament – 4:41
5. Man of Two Worlds – 4:28
6. Heart of the Country – 5:06
7. When the Time Comes – 4:57
8. A Friend I Call Desire – 5:11

Die Remastered Definitive Edition enthält auf der zweiten CD:
1. One Small Day (Special Remix) – 7:51
2. Easterly – 3:48
3. Lament (Extended Mix) – 8:02
4. One Small Day (Special Remix Extra) – 8:31
5. Dancing with Tears in My Eyes (Special Remix) – 10:02
6. Building – 3:11
7. White China (Special Mix) – 8:23
8. Heart of the Country (Instrumental) – 4:24
9. One Small Day (Final Mix) – 7:45
10. A Friend I Call Desire (Work in Progress Mix) – 5:39
11. Lament (Work in Progress Mix) – 4:53

Zusätzlich sind vier Titel als Download bei Online-Anbietern erhältlich:
1. Loves Great Adventure (Extended Version) – 5:40
2. White China (Recorded Live at Hammersmith Odeon, Juni 1984) – 3:46
3. Man of Two Worlds (Instrumental) – 4:31
4. Heart of the Country (Special Remix) – 11:05

## Singleauskopplungen
Aus dem Album wurden insgesamt vier Singles ausgekoppelt: One Small Day am 26. Januar 1984 (vor der Veröffentlichung des Albums), Dancing with Tears in My Eyes am 4. Mai 1984, Lament am 21. Juni 1984 (in Großbritannien, Australien und Neuseeland) und Heart of the Country im September 1984 (in Deutschland und Frankreich). Dancing with Tears in My Eyes war die mit Abstand erfolgreichste Auskopplung. Sie erreichte mit Position sieben die beste Chartplatzierung aller Ultravox-Singles in Deutschland und mit Platz drei das zweitbeste Ergebnis nach Vienna in den britischen Singlecharts. In Belgien wurde der Song ein Nummer-eins-Hit.
In den Musikvideos zu den drei in Großbritannien veröffentlichten Singles führten Midge Ure und Chris Cross die Regie, nachdem sie bereits das Drehbuch geschrieben hatten. In Dancing With Tears in My Eyes wird ein folgenschwerer Unfall in einem Kernkraftwerk aus der persönlichen Sicht eines Paares geschildert. Das Werk zählt zu den bekanntesten Videos der 1980er-Jahre. Als Schauplatz für One Small Day diente die auf dem Albumcover abgebildete Steinformation The Standing Stones of Callanish. Für Lament wurde zusammen mit vier weiblichen Models eine Liebesgeschichte inszeniert. Während der Dreharbeiten auf der schottischen Insel Skye lernte Ure seine spätere erste Ehefrau Annabel Giles kennen.

## Rezeption
Trotz einer stilistischen Weiterentwicklung gegenüber dem Vorgängeralbum sprach die Presse vom bekannten „englischen Kathedralen-Sound“ und „altbekannten Floskeln“. Dave Thompson von Allmusic bewertet das Album mit 4 von 5 Punkten und bescheinigt der Band, ein „perfektes musikalisches Vermächtnis, verschwenderisch in musikalischer und trostlos in thematischer Hinsicht“. Der „düstere Gemütszustand“ äußere sich sowohl menschlich in „schläfriger Melancholie“ und „emotionalem Schmerz“ (Lament, One Small Day, A Friend I Call Desire) als auch in Form politisch gefärbter Texte, die die „globalen Gefahren der modernen Welt“ heraufbeschwören (White China, Heart of the Country, Dancing with Tears in My Eyes).

## Kommerzieller Erfolg

### Chartplatzierungen
Das Album erreichte in Großbritannien Platz acht, in Deutschland Platz 18 und in den USA Platz 115 der Albumcharts.
| ChartsChartplatzierungen       | Höchstplatzierung | Wochen |
| ------------------------------ | ----------------- | ------ |
| Deutschland (GfK)              | 18 (22 Wo.)       | 22     |
| Vereinigte Staaten (Billboard) | 115 (9 Wo.)       | 9      |
| Vereinigtes Königreich (OCC)   | 8 (27 Wo.)        | 27     |

### Auszeichnungen für Musikverkäufe
Es erhielt in Großbritannien am 8. Juni 1984 Gold-Status für mehr als 100.000 verkaufte Tonträger.
| Land/Region                  | Auszeichnungen für Musikverkäufe (Land/Region, Auszeichnung, Verkäufe) | Verkäufe |
| ---------------------------- | ---------------------------------------------------------------------- | -------- |
| Vereinigtes Königreich (BPI) | Gold                                                                   | 100.000  |
| Insgesamt                    | 1× Gold ·                                                              | 100.000  |

## Wiederveröffentlichungen

### Remastered Definitive Edition
Ein gleichnamiges Doppelalbum wurde am 4. September 2009 als Remastered Definitive Edition veröffentlicht. Es enthält neben einer remasterten Version des Originalalbums auf der ersten CD eine zweite CD mit einigen B-Seiten der Singleveröffentlichungen, Livemitschnitten und vormals unveröffentlichten Songs.

### 40th Anniversary Edition
Die 40th Anniversary Edition des Albums erschien am 6. September 2024. Es handelt sich um eine umfangreiche Neuauflage in limitierter CD/DVD Deluxe-Edition auf insgesamt acht Discs (sieben CDs und eine DVD). Sie enthalten u. a. einen Extended Remix sowie Stereo und 5.1-Surround Mixes von Steven Wilson. Es erschienen ebenfalls zwei Vinyl-Versionen, eine Half Speed Master Limited Edition auf zwei LPs sowie eine Clear Vinyl Limited Deluxe Edition auf fünf LPs. Das originale Albummaterial wurde für diese Ausgabe neu gemastert. Die Editionen enthalten neben dem Originalalbum auch Singleversionen, wie z. B. den U.S. Single Edit von One Small Day und 1984 nicht veröffentlichte Tracks wie Easterly.

## Tournee

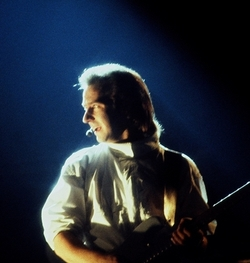
Ultravox mit Midge Ure im Bristol Hippodrome, 24. Mai 1984

Eine Woche nach der Veröffentlichung des Albums begann die Set Movements World Tour in Spanien. Zehn Stationen in Deutschland im Mai 1984 sowie weitere Auftritte in Großbritannien und anderen europäischen Ländern folgten, bevor die Tournee mit einem Abschlusskonzert in den Vereinigten Staaten endete. Danny Mitchell und Colin King unterstützten als Messengers die Band erneut bei der Instrumentierung und den Backing Vocals. Der Soundcheck vor jedem Konzert dauerte mehrere Stunden. Insgesamt 26 einzelne Eingangssignale wurden an die PA-Anlage übergeben.